# Railway Technical Research Institute
El Railway Technical Research Institute (鉄道総合技術研究所, Tetsudō Sōgō Gijutsu Kenkyūsho) o RTRI (鉄道総研, Tetsudō Sōken) es una fundación japonesa de interés público que se dedica a la investigación y el desarrollo de tecnología ferroviaria. Su nombre común es Instituto de Investigación Técnica Ferroviaria o JR Soken. Su color corporativo es el morado claro.
Se creó asumiendo las operaciones del Instituto de Investigación Técnica Ferroviaria de los Ferrocarriles Nacionales Japoneses (JNR) y otras organizaciones, y forma parte del Grupo JR.

## Descripción general
El 10 de diciembre de 1986, el Ministerio de Transporte concedió permiso para la creación de una corporación que asumiera las operaciones de la División de Desarrollo Técnico, el Instituto de Investigación Técnica Ferroviaria y el Instituto de Ciencias Laborales Ferroviarias en la sede de los Ferrocarriles Nacionales Jponeses (JNR), y las operaciones a gran escala comenzaron el 1 de abril de 1987. El primer presidente fue el fundador de Sony, Masaru Ibuka.
Participa en todos los aspectos de la investigación, el desarrollo y la investigación relacionados con la tecnología ferroviaria y la ciencia del trabajo ferroviario. En caso de accidente ferroviario grave, a veces colabora con la Junta de Seguridad del Transporte del Ministerio de Tierra, Infraestructura, Transporte y Turismo (antes Junta de Investigación de Accidentes Aéreos y Ferroviarios) para investigar la causa del accidente. Desde su creación, la empresa ha desarrollado una serie de tecnologías, incluidas algunas primicias mundiales, y sigue llevando a cabo una amplia labor de investigación y desarrollo en el ámbito de la tecnología ferroviaria.
El presidente del Consejo de Administración es Masao Mukodono y el director es Ikuo Watanabe. El acuerdo estipula que las siete empresas ferroviarias del Grupo JR (Hokkaido Railway Company, East Japan Railway Company, Central Japan Railway Company, West Japan Railway Company, Shikoku Railway Company, Kyushu Railway Company y Japan Freight Railway Company) pagarán una contribución para mantener el Instituto de Investigación Ferroviaria, que es de aproximadamente 11.500 millones de yenes en el presupuesto de 2013.

## Historia
- 1907 (40.º año de Meiji) 1 de abril - Se establece como Estación de Investigación Ferroviaria de la Agencia Ferroviaria Imperial en la estación de Shimbashi.
- 1910 (43.er año de Meiji) 1 de abril - Se cambia el nombre del Instituto de Investigación Ferroviaria de la Agencia de Construcción de Ferrocarriles de Japón.
- 5 de mayo de 1913 - se denomina Instituto de Investigación Ferroviaria.
- 1920 (Taisho 9) 15 de mayo - El nombre fue cambiado a Laboratorio de la Secretaría del Ministro de Ferrocarriles.
- 14 de marzo de 1942 - Se cambia el nombre por el de Instituto de Investigación Técnica Ferroviaria.
- 1 de junio de 1949 - Con la creación de los Ferrocarriles Nacionales de Japón (JNR), se convierte en un instituto de investigación bajo el control directo de la central.
- 16 de octubre de 1959 - Se termina el edificio principal del Instituto Nacional de Investigación y se traslada a una nueva ubicación.
- 1 de julio de 1963 - Se crea el Instituto de Ciencias del Trabajo Ferroviario.
- 10 de diciembre de 1986 - El Ministerio de Transportes aprueba la creación del Instituto de Investigación Técnica Ferroviaria.[3]
- 1 de abril de 1987 - Con la privatización de los Ferrocarriles Nacionales de Japón, se crea el Instituto de Investigación Técnica Ferroviaria.
- 16 de octubre de 1992 - Se establece la oficina de Shinjuku.
- 2000 - Se establece el plan básico "RESEARCH 21".
- 2005 - Se establece el plan básico "RESEARCH 2005".
- 2010 -
  - Se establece el plan básico "INVESTIGACIÓN 2010".
  - Noviembre - Se presenta la solicitud de reconocimiento de interés público al Primer Ministro.
- 2011 -
  - 30 de marzo - Se aprueba la transición a una fundación constituida de interés público.
  - 1 de abril - La Fundación se convierte en una fundación de interés público.[4]

## Instalaciones / oficinas de investigación
| Nombre                                                   | Ubicación                                                       | Comentarios                                                   |
| -------------------------------------------------------- | --------------------------------------------------------------- | ------------------------------------------------------------- |
| Instituto Nacional                                       | Tokio Kokubunji light-cho, chome No. 8 No. 38                   | Estación más cercana: estación Kunitachi                      |
| Centro de tecnología Wind Cave                           | Prefectura de Shiga Maibara UmekeHara 2460                      | Parada más cercana: estación Maibara                          |
| Laboratorio de prevención de daños por nieve de Shiozawa | 1108-1 Shiozawa, ciudad de Minami Uonuma, prefectura de Niigata | Parada más cercana: estación de Shiozawa                      |
| Laboratorio de Ingeniería Civil de Hino                  | Ciudad de Hino, Tokio                                           | Entre Hino y Toyoda en la línea JR Chuo                       |
| Estación experimental de daños por sal de Katsuki        | Sanpoku Town, Murakami City, Niigata Prefecture                 | Entre Gatsugi y Echigo-Kangawa en la línea principal JR Uetsu |

| Nombre              | Ubicación                                                                                | Comentarios                               |
| ------------------- | ---------------------------------------------------------------------------------------- | ----------------------------------------- |
| Oficina de Tokio    | 3-4-1 Marunouchi, Chiyoda-ku, Tokio Nuevo edificio internacional, piso 8, habitación 844 | Estación más cercana: estación de Tokio   |
| Oficina de Shinjuku | 2-2-2 Yoyogi, Shibuya-ku, 7 ° piso del edificio de la sede de Tokio JR Este              | Estación más cercana: estación Shinjuku   |
| Oficina de Chiyoda  | 3-8-5 Misakicho, Kanda, Chiyoda-ku, Tokio Chiyoda JEBL 3er piso                          | Estación más cercana: estación Suidobashi |

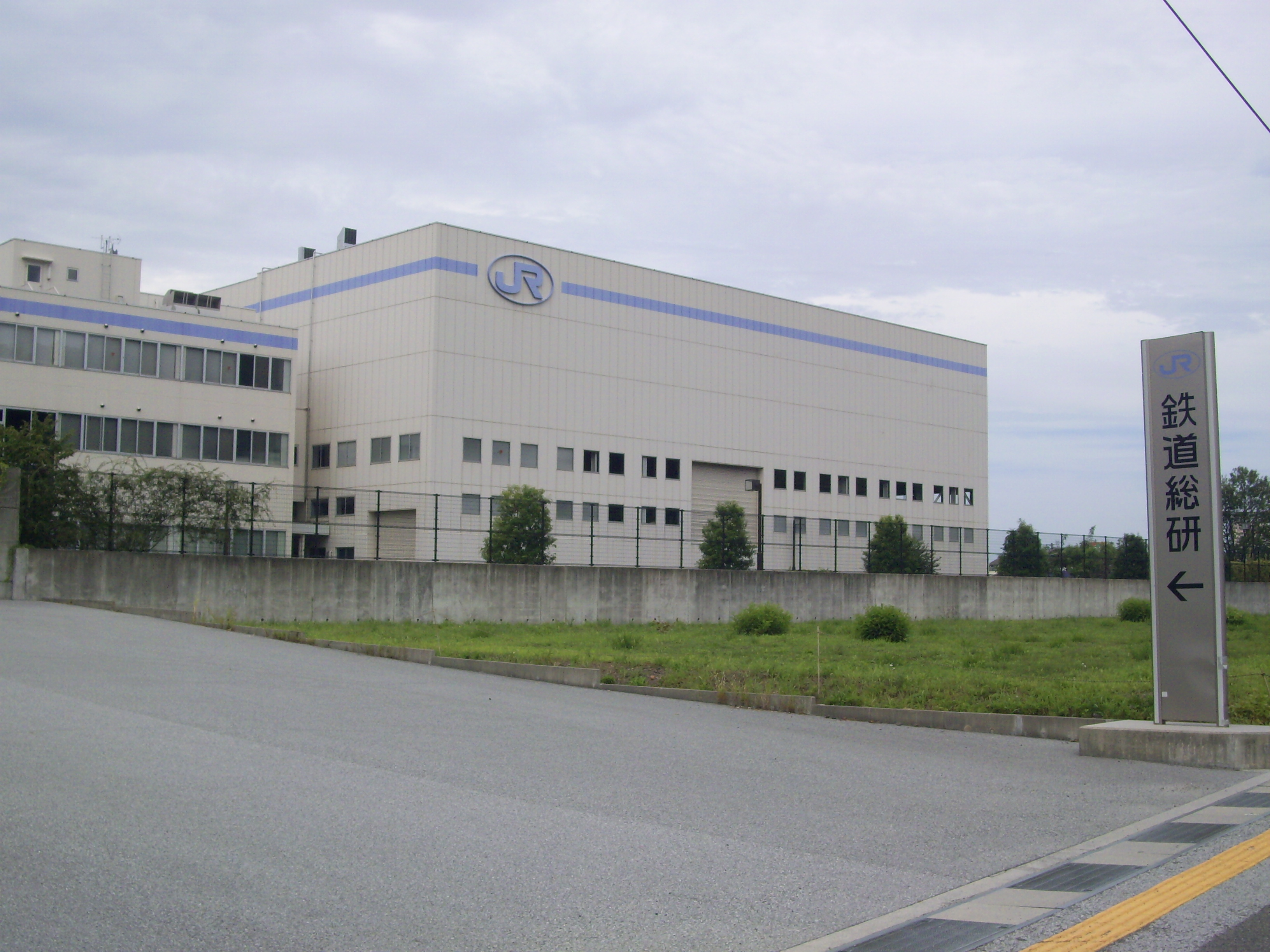
Instituto de Investigaciones Técnicas de Maibara
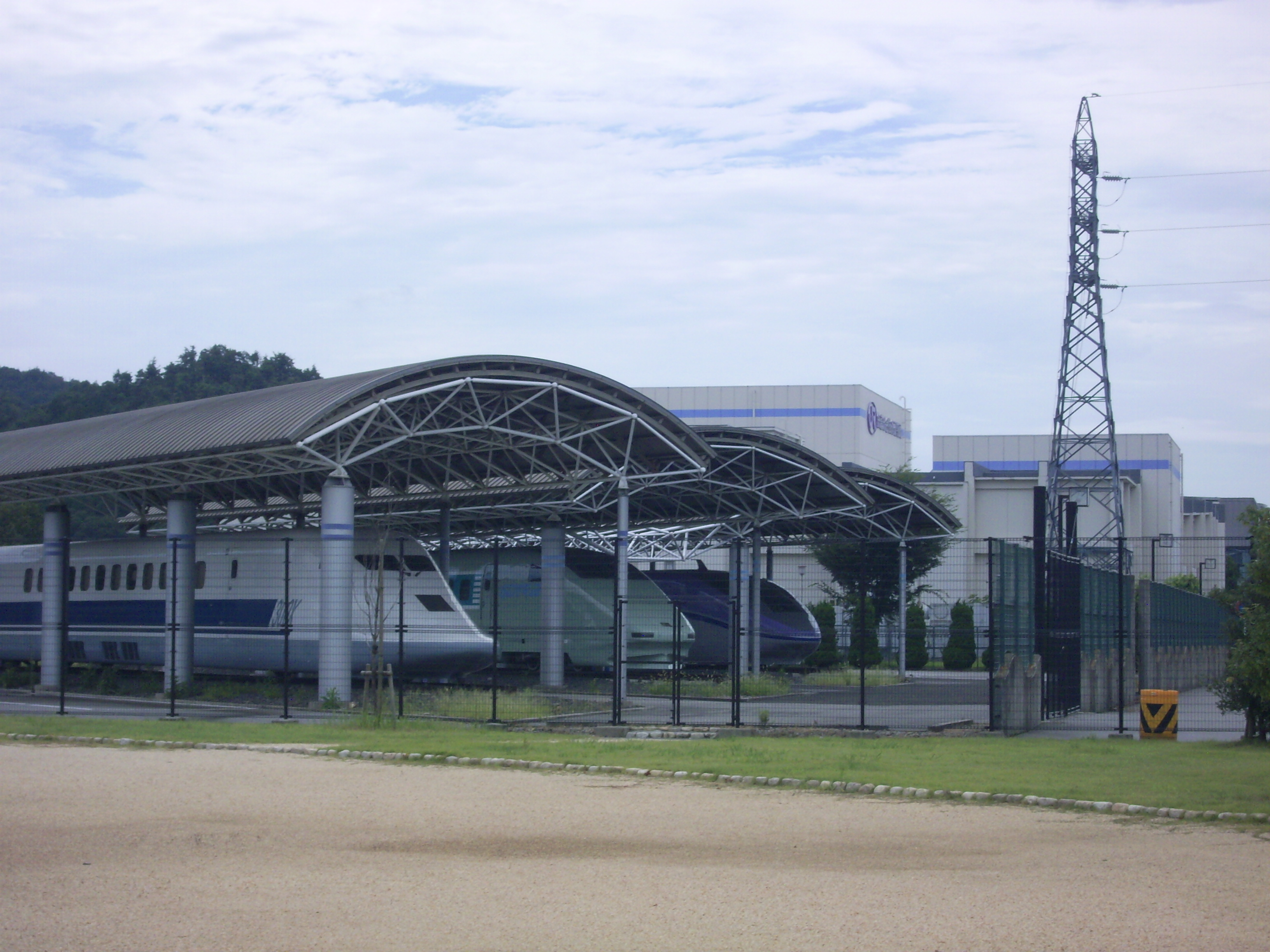
Instituto de Investigaciones Técnicas de Maibara
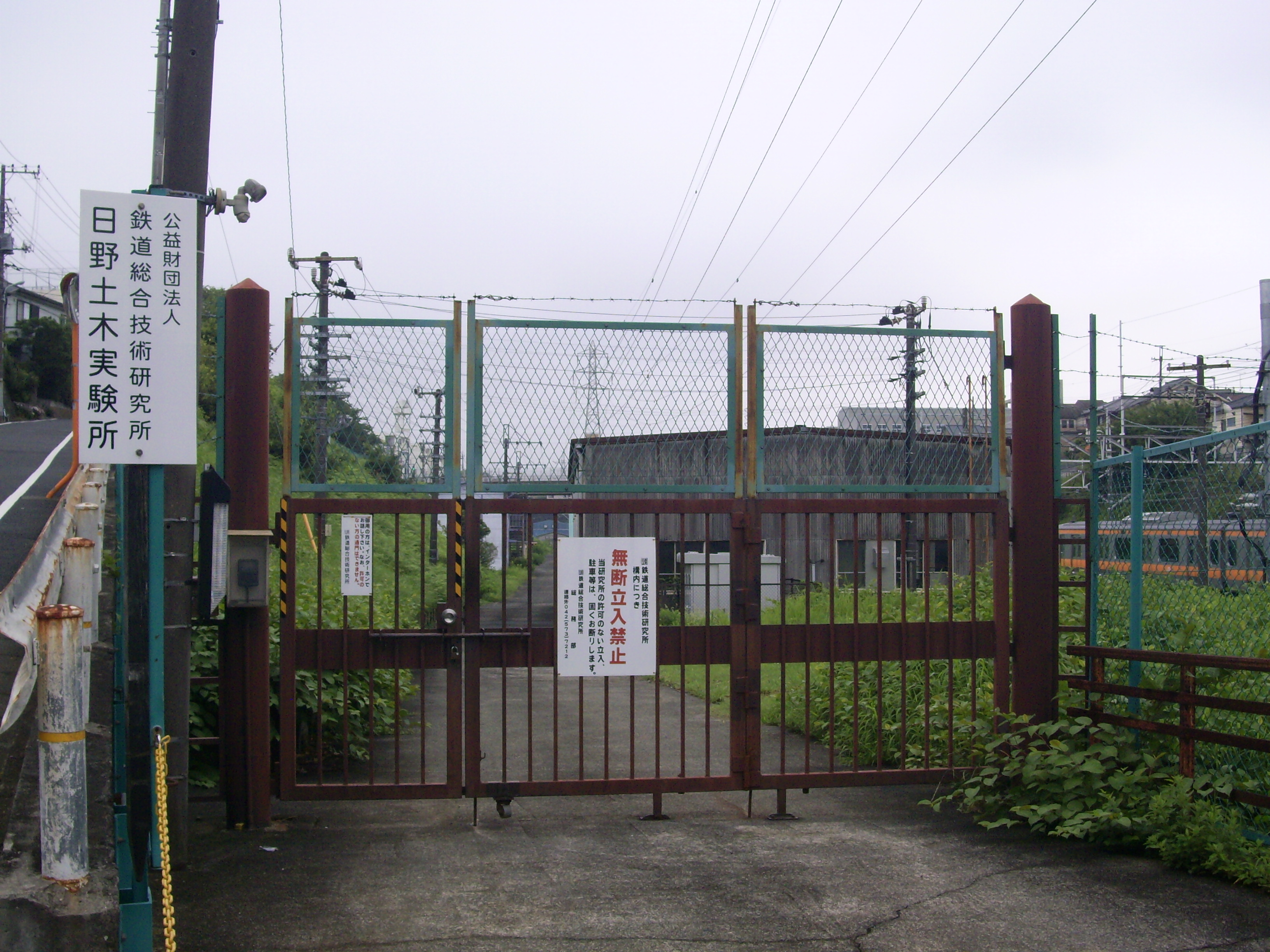
Laboratorio de Ingeniería Civil de Hino
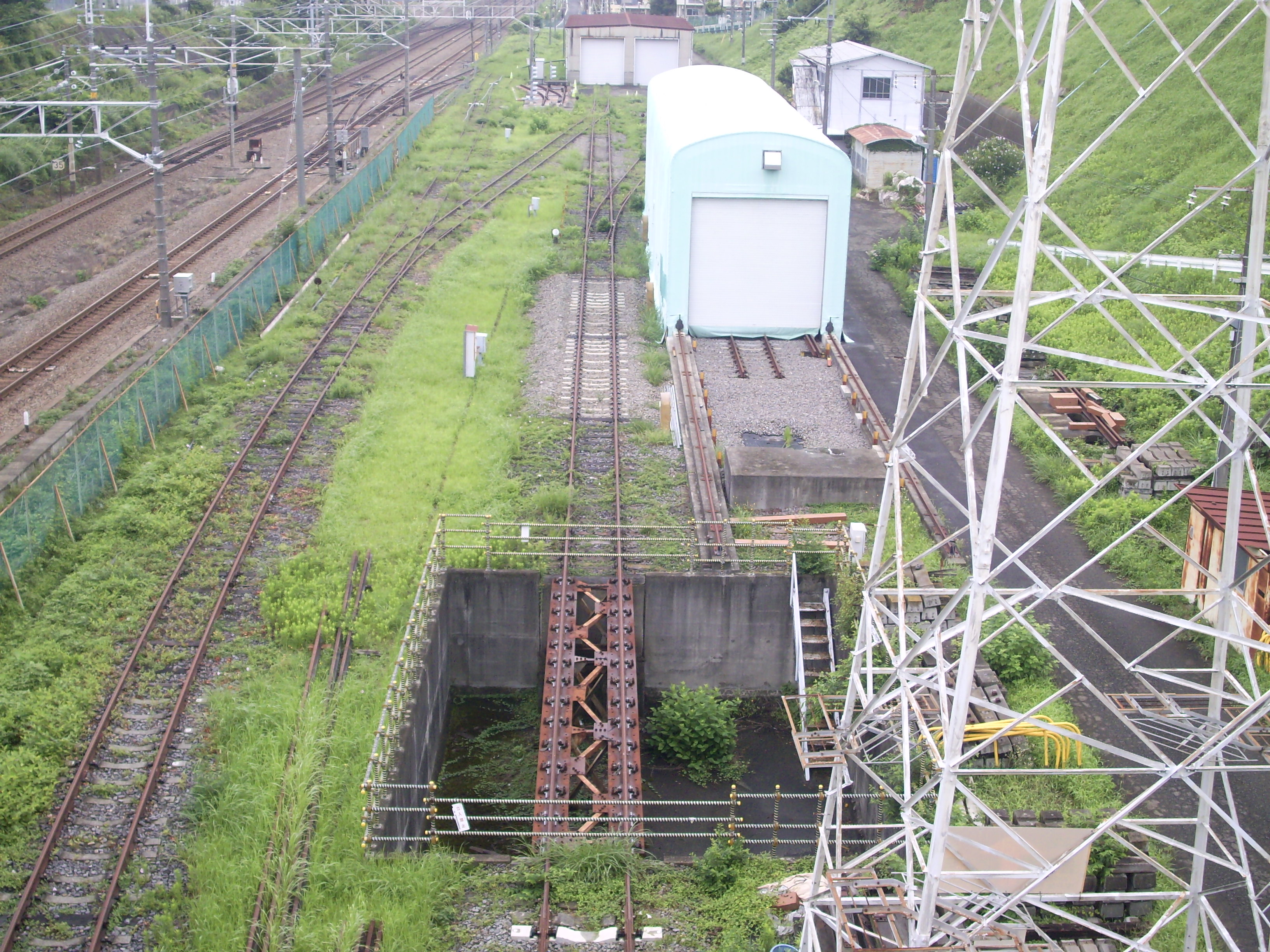
Laboratorio de Ingeniería Civil de Hino
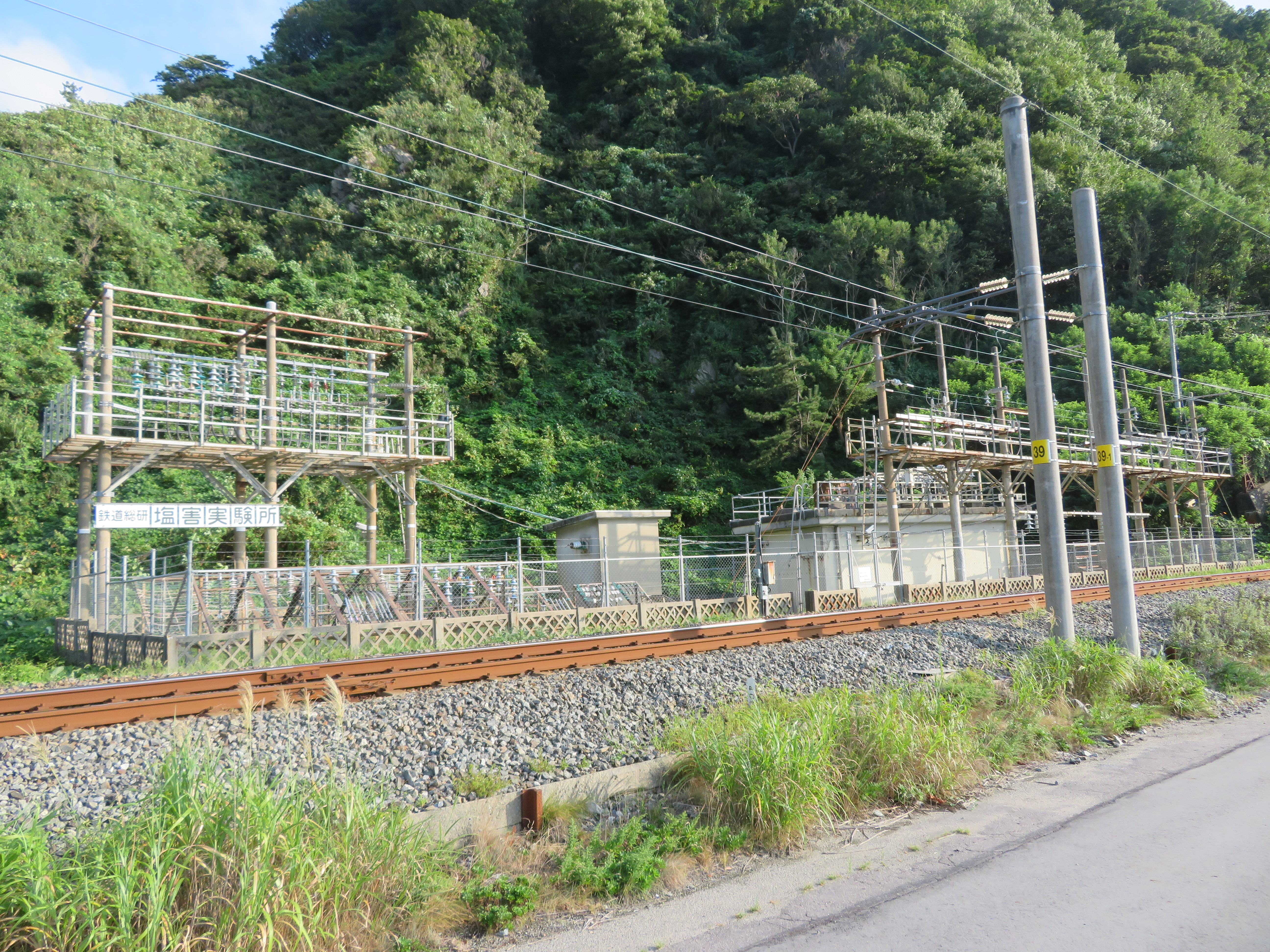
Estación experimental de daños por sal de Katsuki

La ubicación del Instituto Nacional para el Avance de la Investigación (llamado así porque la estación más cercana es la de Kunitachi), Hikari-cho, ciudad de Kokubunj, deriva su nombre del apodo del tren Shinkansen "Hikari", que fue desarrollado por el instituto. Cuando la ciudad de Kokubunji reorganizó el nombre de la ciudad en 1966, se cambió el nombre de Heibei-Shinden, el nombre anterior del lugar, para conmemorar el desarrollo del Shinkansen en el instituto y la apertura del Tokaido Shinkansen en 1964. Debido al nombre histórico del antiguo lugar, el Instituto ha bautizado la jornada de puertas abiertas con el nombre de "Heibei Matsuri", que es también una oportunidad para comunicarse con los ciudadanos locales.

### Línea de prueba
El Instituto Nacional de Investigación cuenta con una pista de pruebas para realizar ensayos de trenes en sus instalaciones, que se terminó de construir en 1961 y se colocó en un círculo alrededor del Instituto en aquella época. La línea tenía una longitud aproximada de 1,4 kilómetros, 532 metros en dirección este-oeste y 316 metros en dirección norte-sur, con una pendiente máxima del 10%. Había pasos a nivel en los que la línea cruzaba la vía pública o el pasillo interior del Instituto, y estaban vigilados y cerrados durante las pruebas. La línea de prueba estaba conectada a una línea de arrastre que salía de la estación de Kunitachi en la línea principal de Chuo. En la década de 1940, se investigó en esta línea de prueba el equipo de operación automática de los trenes en previsión de una futura operación sin personal.
Los lados este y sur de la línea fueron demolidos en 1995 y ya no forman parte de la carretera de circunvalación, y se están realizando pruebas en el tramo restante de 600 metros de vía. También se ha suprimido la línea retráctil que conectaba la estación de Kunitachi con la línea principal de Chuo.
Los restos de la línea de ferrocarril se han convertido en un paseo marítimo llamado "Poppomichi".

### Instalaciones de investigación anteriores
| Nombre                           | Ubicación                                                        | Comentarios                                             |
| -------------------------------- | ---------------------------------------------------------------- | ------------------------------------------------------- |
| Línea de prueba lineal Miyazaki  | Ciudad Tsuno, Distrito Koyu , Ciudad Hyuga , Prefectura Miyazaki | Estación más cercana: estación Higashi-Tsuno            |
| Línea de prueba Yamanashi Maglev | Ciudad de Otsuki, Prefectura de Yamanashi , Ciudad de Tsuru      | Estación más cercana: estación Tanokura, estación Kasei |

### Instalaciones experimentales anteriores
| Nombre                                                                                                | Ubicación                              | Comentarios                                                                  |
| --- | -------------------------------------- | ---------------------------------------------------------------------------- |
| Laboratorio de embalaje y embalaje de Hamamatsucho (Modificado del laboratorio de pruebas de equipos) | Minato-ku, Tokio                       | Estación más cercana: estación Hamamatsucho (dentro de la estación Shiodome) |
| Estación experimental de bloqueo Ninomiya DC                                                          | Ciudad de Oiso, Prefectura de Kanagawa | Parada más cercana: estación Ninomiya                                        |
| Estación Experimental de Prevención de Daños por Nieve de Sapporo                                     | Ciudad de Sapporo, Hokkaido            | Parada más cercana: estación de Naebo                                        |
| Línea experimental Karikachi                                                                          | Pueblo Shintoku, Hokkaido              | Estación más cercana: estación Shintoku                                      |

## Principales actividades de investigación y desarrollo

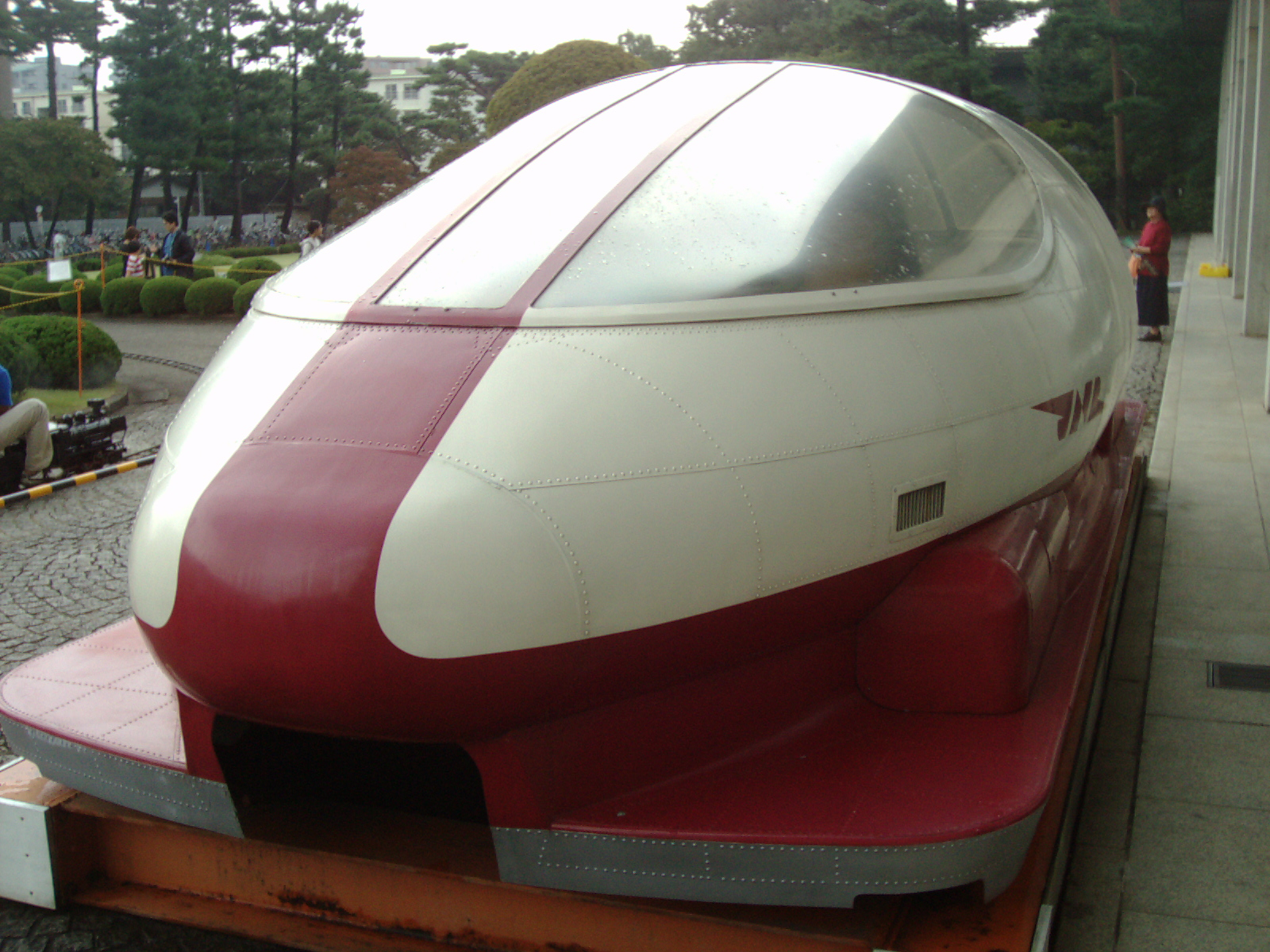
Carrocería del ML100, el primer coche de pruebas que se construyó para su exhibición en el proyecto lineal superconductor (expuesto en el exterior del Laboratorio Nacional durante el Festival de Heibei).

- Trenes lineales superconductores (levitación magnética)
- Trenes de ancho variable
- Sistemas híbridos de inclinación de la carrocería (trenes pendulares)
- Sistema de detección de obstáculos en pasos a nivel con cámara estereoscópica
- ATC digital (control automático de trenes)
- CARAT (Sistema de control de trenes asistido por ordenador y radio) (Investigación inicial sobre el bloqueo en movimiento ATACS)
- Sistema de inyección de cerámica (sistema de esparcimiento de arena)
- Sistema de alerta de terremotos (Yuredas)
- Tren de alta velocidad de Taiwán (participó en el equipo del proyecto de construcción)
- Funcionamiento coordinado con trenes y trenes diésel como vehículos de tracción - utilizado en el Holland Village Express[8]
- Transmisión líquida de tipo embrague de garras - utilizada en los trenes diesel de la serie JR Kyushu Kiha 200[8]
- Sistema de control de la vibración vertical - utilizado en el "Ibusuki no Tamatebako[8]

## Publicaciones
- 鉄道総研報告 - 研究成果に関する論文集 (Informe del Instituto de Investigación Ferroviaria - Publicaciones sobre los resultados de la investigación)
- RRR（Railway Research Review) - 鉄道技術に関するPR集 (Relaciones públicas sobre tecnología ferroviaria)

## Eventos
Festival de Heibei
Se trata de un evento anual que se celebra en el Instituto Nacional de Investigación el fin de semana en torno al 14 de octubre (Día del Ferrocarril). Como se ha mencionado anteriormente, el nombre del evento está tomado del antiguo nombre de la ciudad de Hikaricho en Kokubunji, donde se encuentra el instituto, "Heibei Shinden". El día del evento, habrá una exposición de paneles sobre la investigación de SOKENDAI, un evento de conducción de maquetas ferroviarias y la apertura de las instalaciones de investigación al público. El evento sólo se anuncia localmente en el último momento, y no en el sitio web oficial.

## Empresas asociadas
- Fundación General Incorporated Kenyuusha (一般財団法人研友社)
- Servicio JR Soken (ジェイアール総研サービス)
- Tess (テス)
- Sistema de información JR Soken (ジェイアール総研情報システム)
- Sistema eléctrico JR Soken (ジェイアール総研電気システム)
- Agente JR Soken (ジェイアール総研エージェント)
- JR Soken Engineering (ジェイアール総研エンジニアリング)
- ANET